# Авијатик Берг 30.27/29
Авијатик Берг 30.27/29 је ловачки авион направљен у Аустроугарској. Авион је први пут полетео 1918. године. 

Израђени су само прототипови.
Највећа брзина авиона при хоризонталном лету је износила 185 km/h.
Распон крила авиона је био 6,82 метара, а дужина трупа 5,00 метара. Био је наоружан са два предња митраљеза калибра 8 милиметара Шварцлозе.

## Пројектовање и развој
Авиони серије Авиатик D (ловци) које је пројектовао инж. Јулијус фон Берг су били робусни авиони двокрилци са 6-то цилиндричним, линијским, течношћу хлађеним моторима Даимлер. Ратна дешавања поставила су нове захтеве пред ловачку авијацију: брзину, наоружање и агилност ловачких авиона. Стога је инж. Берг пројектовао три авиона ловца који су требали да одговоре овом захтеву. Били су то авиони двокрилци 30.27, 30.29 и једнокрилац 30.40. Сва три ова авиона су били лаки ловци опремљени ротационим ваздухом хлађеним моторима Stayer и сви су били прототипови који нису ушли у серијску производњу.
Инжењер Јулијус фон Берг је 1918. године прво пројектовао веома слична два авиона Авиатик Берг 30.27 и Авиатик Берг 30.29. Оба авиона су први пут полетела у јулу месецу 1918. године. Авион 30.29 је у току ипитивања пао због лома крила и уништио се.

## Технички опис
Авиатик Берг 30.27 и 30.29 су били авиони класични двокрилаци мешовите конструкције (дрво, метал и платно). Овај технички опис се односи на били који од ова два авиона.
Труп је имао основну дрвену конструкцију већим делом обложену шперплочама. Попречни пресек трупа је био правоугаоног облика, стим што је горња стана трупа била заобљена. На кљуну трупа се налазио радијални мотор обложен лименом капотажом. Предљи део трупа одмах иза мотора је био такође обложен алуминијумским лимом. У трупу се налазила комотна једноседа отворена кабина пилота, са управљачким механизмом који је био комбинација полужног и жичаног система и сетом инструмената за контролу лета авиона и рада мотора. Пилот је био заштићен ветробранским стаклом а имао је и наслон за главу.
Погонска група се састијала од једног ротационог мотора Steyr (лиценца Le Rhone), 11-то цилиндрични радијални ваздухом хлађени мотор снаге 117 kW (160 KS). Елиса је била дрвена двокрака са фиксним кораком. Касније је ова елиса замењена четворокраком дрвеном елисом.
Крила су имала дрвену конструкцију са две рамењаче обложену платном. Горње и доње крило су били исто, конструктивно и по димензијама. Са обе стране су крила са паром упорница везана међусобно. Дијагоналним жицама (затезачима) крила су додатно учвршћена. Крилца су била исте, дрвене конструкције пресвучене платном и налазила су се само на горњим крилима.
Реп авиона је био класичан, један вертикални и два хоризонтална стабилизатора дрвене конструкције пресвучене лепенком. Кормило правца и кормила дубине си имала метални конструкцију пресвучену импрегнираним платном. 
Стајни трап је фиксан конвенционалног типа са крутом осовином, напред точкови а назад на репу авиона налази се еластична дрљача као трећа ослона тачка.

## Наоружање
Авиони Авијатик Берг 30.27/29 су били наоружани са два фиксна синхронизована митраљеза Шварцлозе калибра 8 mm која су гађала кроз обртно поље елисе.
| Наоружање авиона: Авијатик Берг 30.27/29 |                             |
| Ватрено (стрељачко) наоружање            |                             |
| Топ                                      |                             |
| Митраљез                                 |                             |
| Број и ознака митраљеза                  | 2 х Шварцлозе (Schwarzlose) |
| Калибар                                  | 8                           |
| Бомбардерско наоружање (бомбе)           |                             |
| Ракетно наоружање (ракете)               |                             |

## Верзије
Није било верзија ових авиона.

## Оперативно коришћење
Оба ова авиона су били прототипови и служили су за проверу летних особина нове генерације ловачких авиона.

## Земље које су користиле авион
- Аустроугарска